# Isola West Point
L'isola West Point (in inglese West Point Island in spagnolo Isla Remolinos) è un'isola dell'Oceano Atlantico dell'emisfero australe e fa parte dell'arcipelago delle isole Falkland. In realtà è formata da un piccolo arcipelago di isole molto vicine come Low Island e Dunbar Island. Si trova al largo del punto più a nord-ovest delle Falkland occidentali. Il suo punto più elevato è il Mount Misery, a 337 m s.l.m.

## Storia

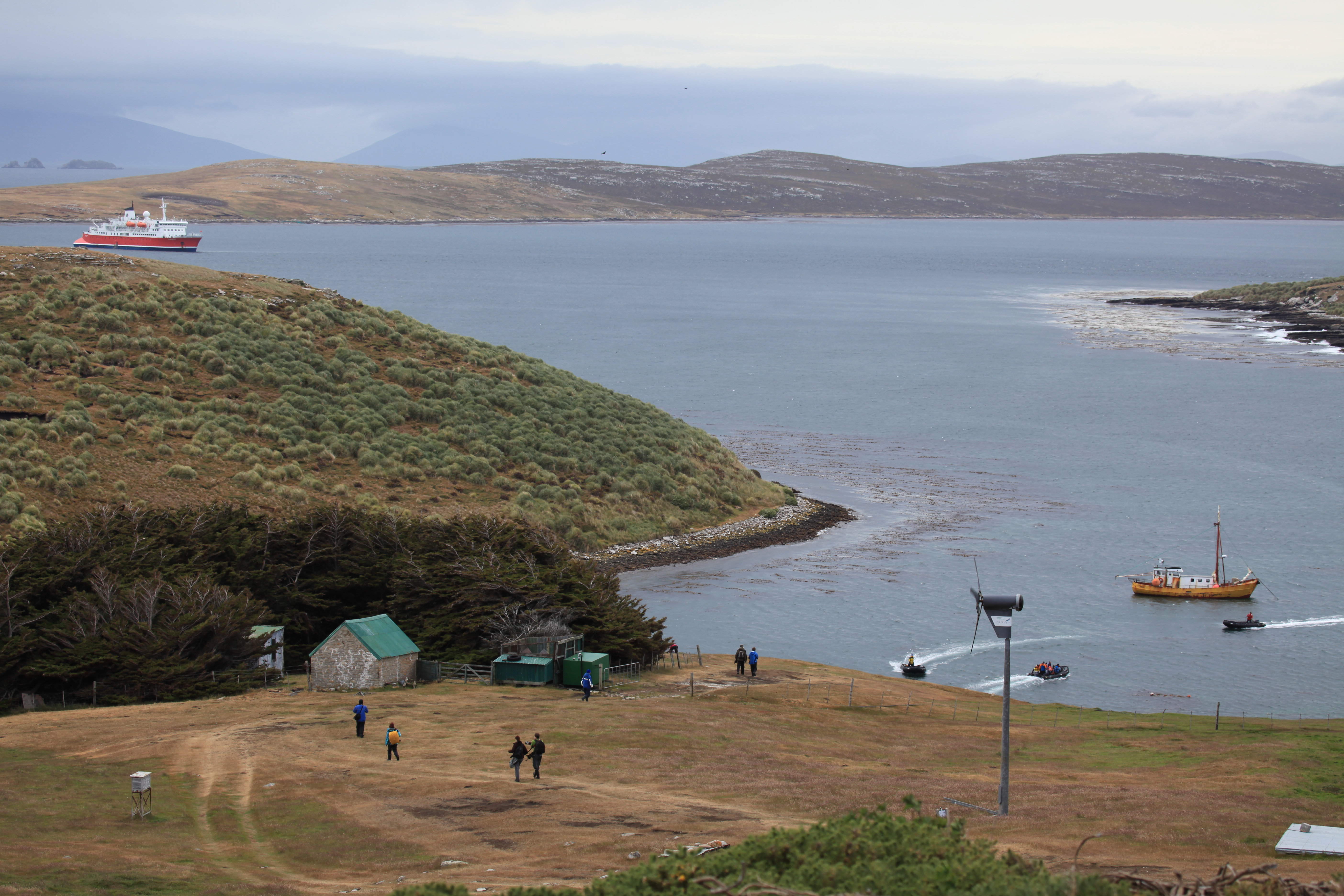
Baia sull'isola West Point

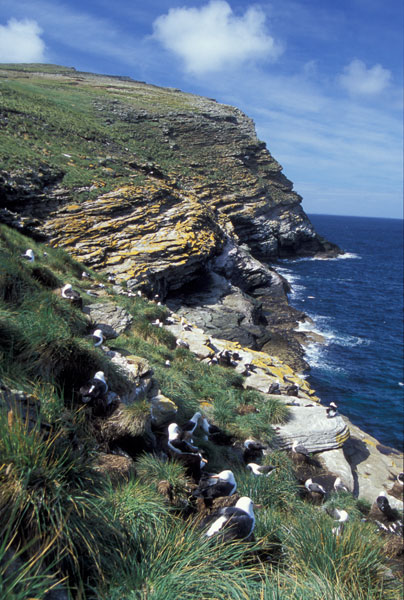
Colonia di albatros sulle scogliere

All'inizio del XIX secolo l'isola di West Point veniva utilizzata per la macellazione di foche e pinguini per la produzione di olio. A partire dal 1879 quest'attività cessò venne sfruttata per l'allevamento delle pecore.

### Origine del nome
Originariamente l'isola era chiamata in inglese Albatross Island, per il gran numero di questi uccelli presenti, e solo in seguito divenne in inglese West Point Island.

## Geografia e descrizione
L'isola è caratterizzata da grandi scogliere rivolte a ovest con canaloni o pareti rocciose a strapiombo che si innalzano dall'Atlantico meridionale aperto raggiungendo notevoli altezze. La parte meridionale dell'isola ha imponenti pareti rocciose sotto il Cliff Mountain e, più a sud, col Mount Misery, che raggiunge i 337 metri. Il piccolo insediamento abitato è raccolto sul bordo nord-occidentale di un grande porto sulla costa orientale, al riparo dai venti occidentali prevalenti. La vegetazione è per lo più erba corta, brughiera di montagna o feldmark con diversi grandi appezzamenti di Tussac, alcuni con Cinnamon Grass Hierochloe redolens, ripiantati più di un secolo fa. La valle dall'insediamento attraverso l'isola conduce al Devil's Nose, un promontorio dai lati scoscesi con colonie accessibili di albatros sopraccigli neri e pinguini saltaroccia, che attraggono molti turisti dalle navi da crociera. Le scogliere sul lato occidentale formano il punto più alto. L'isola è ricoperta da un tussac molto denso ma basso e non ci sono registrazioni di ripopolamento o incendi in passato. Low Island si trova a meno di 0,6 miglia a sud-est di Carcass Island nell'ingresso nord-occidentale di Byron Sound, West Falkland. Raggiunge circa 28 m di altezza verso la costa settentrionale, che ha scogliere scoscese e strati rocciosi verticali. Grandi baie sulle coste orientali e occidentali racchiudono un'area inferiore di brughiera e prateria aperta, con torbiere e una piscina permanente. La costa meridionale è rocciosa. Low Island ha una Tussac densa e matura nella parte settentrionale e una frangia nella sezione meridionale. Nel 2000 sull'isola erano ancora presenti alcune mucche da latte in pensione e si pensa che abbiano avuto un impatto molto limitato sulla Tussac. Non ci sono piani per rifornire nuovamente l'isola dopo che saranno morte. Dunbar Island si trova all'ingresso di Byron Sound a circa 750 metri a sud-est di Low Island. È lunga circa 2 miglia da nord-ovest a sud-est e larga solo circa 0,6 miglia. La parte più alta, Dunbar Hill, è quasi centrale a 89 m mentre raggiunge i 38 m e 53 m rispettivamente vicino ai punti orientale e occidentale. C'è una grave erosione del suolo sui pendii settentrionali, probabilmente dovuta al pesante allevamento di pecore fino al 1969, quando il bestiame fu rimosso e la vegetazione si riprese. Alcuni Tussac maturi rimangono lungo la costa, specialmente nel punto nord-occidentale e lungo i pendii costieri meridionali. Nell'entroterra la vegetazione è brughiera con affioramenti rocciosi. Una piccola baracca si trova vicino al punto sud-orientale. Carcass Island è lunga 6 miglia da nord-ovest a sud-est e ha una larghezza massima di 1,5 miglia. Ci sono grandi baie sabbiose e un punto roccioso soggetto a maree a nord-ovest, mentre la costa nord-orientale ha scogliere e pendii. Il punto più alto dell'isola è il monte Byng a 220 m. L'isola ha anche diversi stagni di acqua dolce, principalmente verso North West Point, che sono importanti siti per gli uccelli acquatici. Carcass Island è stata una fattoria di pecore per più di un secolo, ma un'eccellente gestione le ha lasciato un habitat vario e una flora diversificata, tra cui Tussac maturo in recinti costieri ripiantati. Le Twins sono due isole coperte di Tussac, situate approssimativamente a 1,2 miglia a nord-ovest di Carcass Island. La Twin settentrionale è lunga 600 m e bassa, con una fitta copertura di Tussac e apparentemente ospita una buona popolazione di leoni marini del sud, mentre la Twin meridionale è lunga 850 m da sud-est a nord-ovest e ha un habitat più vario. A parte una baia e dune di sabbia a nord-est, la costa è per lo più una spiaggia di massi.

## Aspetti naturalistici
Come suggerisce il suo nome originale l'isola ospita un'enorme colonia di albatros sopracciglio nero. Più di due terzi dell'intera popolazione mondiale di albatros si riproduce qui nelle Falkland. Sono presenti anche i pinguini di Magellano che si riproducono nelle vicinanze e altre specie di uccelli come caracara striati, scriccioli di Cobb, cinclodi nerastri e fringuelli dalla briglia bianca. Infatti, L'isola West Point è stata formalmente elencata come IBA. Accanto all'albatros ci sono pinguini saltaroccia e cormorani imperiali e dalle sue sponde si possono vedere molte altre specie come balene, otarie, leoni marini e delfini. Durante il Breeding Birds Survey 1983-93 sono state individuate un totale di 50 specie di uccelli di cui 30 erano probabilmente riproduttive. Sette degli uccelli canterini nativi erano presenti ma i loro numeri erano bassi rispetto a Carcass Island, dove Tussacbirds e Cobb's Wrens erano diffusi e numerosi. L'isola West Point è un sito chiave per la riproduzione degli albatros sopraccigli neri, mentre l'intera catena ospita un numero piccolo ma significativo di caracara striati riproduttori. Il petrello gigante meridionale si riproduce probabilmente sul Twin meridionale, poiché nel 1997 erano presenti 40 adulti. Le sottospecie endemiche presenti sono il petrello tuffatore comune, l'airone notturno coronato nero, l'oca delle alture, il tiranno di terra dalla faccia scura, il pispola delle Falkland, lo scricciolo delle Falkland, il gufo dalle orecchie corte, il tordo delle Falkland e lo sturnella codalunga. Le piante di West Point sono state esaminate abbastanza bene e tra il 1995 e il 1998 sono state identificate 123 specie. Di queste, solo quattro erano endemiche e 52 (42%) sono state introdotte, tra cui diverse erbe seminate per migliorare i pascoli e altre che si sono naturalizzate dalle piantagioni dei giardini. Su Carcass Island sono state identificate circa 107 specie, tra cui la rara orchidea gialla Gavilea littoralis, la rara endemica Hairy Daisy Erigeron incertus e la Whitlowgrass Draba funiculosa, oltre a un gran numero di specie introdotte.